# Hypersexualité
Ne doit pas être confondu avec Hypersexualisation ou Addiction sexuelle.
 Mise en garde médicale
L'hypersexualité, aussi appelée « sexualité compulsive », est un comportement sexuel humain qui se traduit par une recherche continue et persistante du plaisir sexuel. Pour les hommes, l'hypersexualité est aussi appelée satyriasis ou satyrisme (de « satyres », créatures de la mythologie grecque). Pour les femmes, l'hypersexualité est parfois appelée nymphomanie (composé de « nymphe », divinité féminine de la mythologie gréco-romaine, souvent représentée sous les traits d'une jeune fille nue, et du mot grec μανία (manía) signifiant « folie »).

## Concept et définition
Le concept d'hypersexualité remplace au début du XXIe siècle les anciens concepts de nymphomanie et de satyriasisme. À ces anciens concepts était associé un trouble psychologique caractérisé par une obsession vis-à-vis du sexe entraînant une libido considérée comme trop active.
La limite à partir de laquelle on parle d'hypersexualité est sujet à débat, il est très difficile de définir un niveau « normal » de pulsions sexuelles. Certains se contentent d'un rapport sexuel épisodique, d'autres en ressentent le besoin quotidiennement, voire plus. Au début du XXIe siècle, on s'accorde à parler d'hypersexualité lorsque le comportement sexuel implique des conséquences négatives sur le plan social. En plus de cela, il n’est pas rare d’observer l’hypersexualité comme une conséquence d’un traumatisme, qui procurerait une fausse sensation de contrôle. Il peut ainsi également impliquer des conséquences négatives sur le plan psychologique.
L'hypersexualité, chez la femme, est distincte du syndrome d'excitation génitale persistante.

## Causes

### Causes psychologiques
Il existe différentes théories sur la cause de l'hypersexualité. L'une des principales causes psychologiques pourrait être un manque d'amour, une forte carence affective, la dépression, ou encore la phase maniaque des troubles bipolaires. Une cause neurologique est rare et n'est à rechercher que si le sujet souffre d'hypersexualité brusquement alors qu'il était paisible jusque-là. C'est aussi une maladie psychologique.

### Causes neurologiques
Des dommages au système limbique (amygdale, cortex frontal) peuvent la provoquer. Ces atteintes peuvent donner lieu à des préoccupations sexuelles excessives, une désinhibition verbale, des comportements de séduction exagérés, de l'exhibitionnisme, du voyeurisme ou encore des compulsions sexuelles.
Le trouble bipolaire peut entraîner des comportements hypersexuels.

### Causes médicamenteuses
Certains médicaments, dont des anti-parkinsoniens (les agonistes dopaminergiques) pourraient favoriser des comportements addictifs dont l'hypersexualité.

## Diagnostic
Dans le DSM-IV, le trouble est référencé sous le nom de « trouble sexuel non spécifié », abandonnant l'ancienne dénomination de « satyriasis » et « nymphomanie ». Selon M. V. Chopin, il s'agit de reconnaître et nommer le comportement sexuel compulsif observé en addictologie. La modification de la terminologie contribuerait à la déstigmatisation du comportement . Un temps s'est posée la question d'ajouter au DSM-V le diagnostic de « trouble hypersexuel », avant que la proposition ne soit rejetée en 2012.
En juin 2018, dans l'ICD-11[Quoi ?], l'OMS reconnaît « les comportements sexuels compulsifs », sous l'entité « 6C72 Compulsive sexual behaviour disorder ». Il y est défini comme un schéma récurrent d'échec à contrôler des impulsions sexuelles répétitives, intenses ou des besoins résultant en des comportements sexuels répétitifs. Les symptômes peuvent comprendre des activités sexuelles répétitives devenant le centre de l'attention dans la vie de la personne au point de négliger sa santé, sa personne ou ses autres intérêts, activités ou responsabilités ; des efforts nombreux et sans succès pour réduire significativement le comportement sexuel répétitif ; et la poursuite des comportements sexuels répétitifs malgré les conséquences indésirables ou le peu voire l'absence de satisfaction retirée. Le schéma d'échec à contrôler d'intenses impulsions ou besoins sexuels et résultant en un comportement sexuel répétitif se manifeste sur une période étendue (par exemple, six mois ou plus) et cause une détresse marquée ou un handicap significatif dans les domaines personnel, familial, social, éducationnel, dans les loisirs ou dans d'autres domaines importants. La détresse qui est entièrement liée au jugement moral et à la désapprobation des impulsions, besoins et comportements sexuels n'est pas suffisante pour satisfaire ce critère.

## Au cinéma
- 1973 : Le Journal intime d'une nymphomane de Jesús Franco
- 1990 : Les Vies de Loulou (Las edades de Lulú) de Bigas Luna
- 1999 : Entre les jambes de Manuel Gómez Pereira
- 2006 : Black Snake Moan de Craig Brewer
- 2008 : Choke de Clark Gregg
- 2011 : Comment tuer son boss ? de Seth Gordon
- 2011 : Shame de Steve McQueen
- 2011 : Q de Laurent Bouhnik
- 2013 : Nymphomaniac, de Lars von Trier
- 2014 : Tu veux ou tu veux pas de Tonie Marshall
- 2014 : Samba, de Éric Toledano et Olivier Nakache
- 2019 : Nicky Larson et le Parfum de Cupidon de Philippe Lacheau